# Esbern Snare
Esbern Snare también Esbern el Resuelto (1127–1204), un noble de Dinamarca, un høvding (caudillo), canciller del reino y cruzado. Pertenecía a la dinastía Hvide, una de las familias más influyentes y poderosas de aquel tiempo. En 1192 lideró un contingente de cruzados para sumarse a la tercera cruzada y tras la caída de Jerusalén, llegó a Tierra Santa. A su regreso ordenó construir la Iglesia de Nuestra Señora (Kalundborg). Esbern era el primogénito de Asser Rig Hvide. Esbern se considera el fundador de la ciudad de Kalundborg.

## Tercera Cruzada
Tras la caída de Jerusalén, el Papa Inocencio III solicitó a Canuto VI de Dinamarca unirse a las cruzadas, argumentando que como cristianos tenían la obligación de morir por Jesucristo de la misma forma que Cristo murió por ellos, lo que no fue muy bien recibido por los daneses. Aun así lideró un pequeño destacamento a Tierra Santa.

## Herencia
Esbern estuvo casado en tres ocasiones. Los nombres de sus esposas fueron Holmfred, Ingeborg y Helene, la última hija de un jarl sueco llamado Guttorm. Con Helene tuvo descendencia, una hija llamada Ingeborg que casó con Peder Strangesen (m. 1241) quien bien pudo ser un hijo de Valdemar I de Dinamarca.
Esbern murió en 1204, cuando se rompió el cuello con una piedra de molino después de caer por una escalera. Fue enterrado en la Abadía de Sorø. Después de su muerte, Helene fue amante real de Valdemar.